# Faro di Rampside
Il faro di Rampside (in inglese: Rampside Lighthouse), noto anche come Walney Channel Middle Range Rear o Rampside Rear Light, è un fanale costruito intorno al 1870 sulla costa nordoccidentale dell'Inghilterra nei pressi di Rampside, in Cumbria. È classificato dall'English Heritage tra i monumenti storici con il "grado II" ("Grade II listed building") ed è localmente soprannominato "The Needle" ("l'ago", in inglese) per via del suo aspetto inusualmente snello. L'operatore responsabile del faro è  Port of Barrow, l'Autorità portuale della vicina città di Barrow-in-Furness.

## Storia
Il faro di Rampside è l'unico sopravvissuto di una serie di 13 fari costruiti tra il 1850 ed il 1870 per facilitare l'avvicinamento a Rampside e Barrow-in-Furness. Ne venne prevista la demolizione, evitata però dall'interessamento della popolazione locale che ottenne il riconoscimento di "monumento classificato" di grado II dall'English Heritage.

## Struttura
Si tratta di una esile torre a pianta quadrata, alta 16 metri, costruita in mattoni rossi e gialli a vista: questi ultimi sono disposti a formare una striscia verticale su ognuno dei quattro lati. La torre è sormontata da un tetto di forma piramidale. Una semplice finestra mostra il segnale luminoso.